# Varietat simplèctica
En matemàtiques, i més específicament en geometria diferencial, una varietat simplèctica és una varietat diferenciable M dotada d'una 2-forma diferencial tancada i no-degenerada ω, anomenada forma simplèctica.
L'estudi de les varietats simplèctiques s'anomena geometria simplèctica o topologia simplèctica. Les varietats simplèctiques sorgeixen naturalment en les formulacions abstractes de la mecànica clàssica, i més específicament de la mecànica hamiltoniana, on l'espai de les fases d'un sistema mecànic és el fibrat cotangent de l'espai de les configuracions; aquest espai de les fases està dotat d'una estructura simplèctica natural.
De la mateixa manera que en la mecànica hamiltoniana la funció hamiltoniana dona lloc a les equacions del moviment, les equacions de Hamilton, en una varietat simplèctica arbitrària (M,ω) qualsevol funció H: M → R dona lloc a un camp vectorial XH dit camp vectorial hamiltonià. Al seu torn, aquest camp vectorial defineix una equació diferencial de primer ordre en M, dita equació de Hamilton. Les seves solucions són les corbes integrals de XH, i constitueixen un flux en M dit flux hamiltonià, que està format per simplectomorfismes. D'acord amb el teorema de Liouville, el flux hamiltonià preserva la forma de volum de l'espai de les fases.

## Definició
Una forma simplèctica en una varietat M és una 2-forma diferencial tancada i no-degenerada ω.
- La condició de ser tancada significa que la diferencial exterior de ω és idènticament zero: dω=0.
- La condició de ser no degenerada significa que per a tot p ∈ M es compleix el següent: no existeix X ∈ TpM no nul tal que ω(X,Y) = 0 per a tot Y ∈ TpM. L'antisimetria significa que per a tot p ∈ M tenim ω(X,Y) = −ω(Y,X) per a qualssevol X,Y ∈ TpM. Recordem que en dimensió imparella qualsevol matriu asimètrica és no invertible, per tant M té dimensió parella.

Una varietat simplèctica és un parell (M,ω) format per una varietat diferenciable M i una forma simplèctica ω en M. Assignar una forma simplèctica ω a una varietat és dotar-la d'una estructura simplèctica.

## Camps vectorials hamiltonians i parèntesi de Poisson
Sigui (M,ω) una varietat simplèctica. La 2-forma ω essent no-degenerada, defineix per contracció amb els vectors tangents un isomorfisme TM → T*M, el qual permet identificar camps vectorials amb 1-formes diferencials.
Donada una funció H: M → R, la seva diferencial exterior dH és una 1-forma diferencial, i per l'isomorfisme anterior es correspon amb un únic camp vectorial XH en M, anomenat camp vectorial hamiltonià de H. Per definició, 
ω(XH,Y) = dH(Y).
Donades dues funcions f, g en M, la fórmula 
{f,g} = ω(Xf,Xg)
defineix una nova funció, anomenada parèntesi de Poisson o claudàtor de Poisson de f i g. L'espai vectorial C∞(M), dotat del parèntesi de Poisson, té una estructura de R-àlgebra de Lie, i l'aplicació f → Xf és un antihomomorfisme d'àlgebres de Lie.

## Varietat simplèctica lineal
Hi ha un model lineal estàndard, l'espai vectorial simplèctic R2n. Sigui R2n amb la base canònica (v1,...,v2n). Es defineix una forma simplèctica ω de la manera següent: per a tot 1 ≤ i ≤ n posem ω(vi,vn+i) = 1 = -ω(vn+i,vi), i fem que ω sigui nul·la sobre tots els altres parells de vectors de la base. Si In denota la matriu identitat n × n, llavors la matriu Ω d'aquesta forma simplèctica és la matriu per blocs 2n × 2n següent:
{\displaystyle \Omega =\left({\begin{array}{c|c}0&I_{n}\\\hline -I_{n}&0\end{array}}\right).}

## Subvarietats d'una varietat simplèctica
Hi ha diverses nocions geomètriques naturals de subvarietat dins d'una varietat simplèctica.
- Una subvarietat simplèctica és una subvarietat tal que el pullback de la forma simplèctica a la subvarietat és encara una forma simplèctica.

- Una subvarietat isòtropa és una subvarietat tal que el pullback de la forma simplèctica a la subvarietat és zero. En altres paraules, cada espai tangent a la subvarietat és un subespai isòtrop de l'espai de tangent de la varietat ambiental. Anàlogament, si cada subespai tangent a una subvarietat és coisòtrop, la subvarietat es diu coisòtropa.

- Una subvarietat lagrangiana és una subvarietat isòtropa de dimensió màxima, és a dir, la meitat de la dimensió de la varietat simplèctica ambiental. Aquest és el tipus més important de subvarietat isòtropa.

Les subvarietats lagrangianes sorgeixen naturalment en moltes situacions físiques i geomètriques. Un exemple fonamental és el graf d'un simplectomorfisme, que és una subvarietat lagrangiana de la varietat simplèctica de producte (M × M, ω × −ω).
En física les subvarietats lagrangianes apareixen per exemple en l'òptica, ja que les càustiques es poden explicar en termes de subvarietats lagrangianes.

## Fibracions lagrangianes
Un fibració lagrangiana d'una varietat simplèctica M és una fibració on totes les fibres són subvarietats lagrangianes. Com que M té dimensió parella podem prendre coordenades locals (p1…,pn,q1…,qn), i pel teorema de darboux la forma simplèctica ω es pot escriure localment com ω = ∑ dpk ∧ dqk, on d denota la diferencial exterior i ∧ denota el producte exterior. Amb això localment podem pensar M com un fibrat cotangent T* Rn, i la fibració lagrangiana com la fibració trivial π : T* Rn ↠ Rn.

## Casos especials i generalitzacions
- Una varietat simplèctica dotada addicionalment d'una mètrica que és compatible amb la forma simplèctica és una varietat gairebé kähleriana, en el sentit que el seu fibrat tangent té una estructura gairebé complexa, però no necessàriament integrable. Les varietats simplèctiques són casos especials d'una Varietat de poisson.
- Una varietat multisimplèctica de grau k és una varietat proveïda amb una k-forma tancada i no degenerada. Vegeu F. Cantrijn, L. A. Ibort i M. de León, J. Austral. Math. Soc. Ser. A 66 (1999) 303-330.
- Una varietat polisimplèctica és un fibrat de Legendre dotat d'una {\displaystyle (n+2)}-forma polisimplèctica amb valors vectorials. Vegeu G. Giachetta, L. Mangiarotti, G. Sardanashvily, "Covariant Hamiltonian equations for field theory", J. Phys. A 32 (1999) 6629-6642; arXiv: hep-th/9904062.